# Provincia di Savona
La provincia di Savona (provìnça de Sann-a in ligure, provincia ëd Savon-a in piemontese) è una provincia italiana della Liguria, con capoluogo Savona, di 266 792 abitanti. Confina a ovest con la provincia di Imperia, a nord con il Piemonte (provincia di Cuneo, provincia di Asti, provincia di Alessandria), a est con la città metropolitana di Genova e a sud con il mar Ligure. L'amministrazione provinciale ha sede presso il palazzo Nervi a Savona.

## Geografia fisica

### Territorio

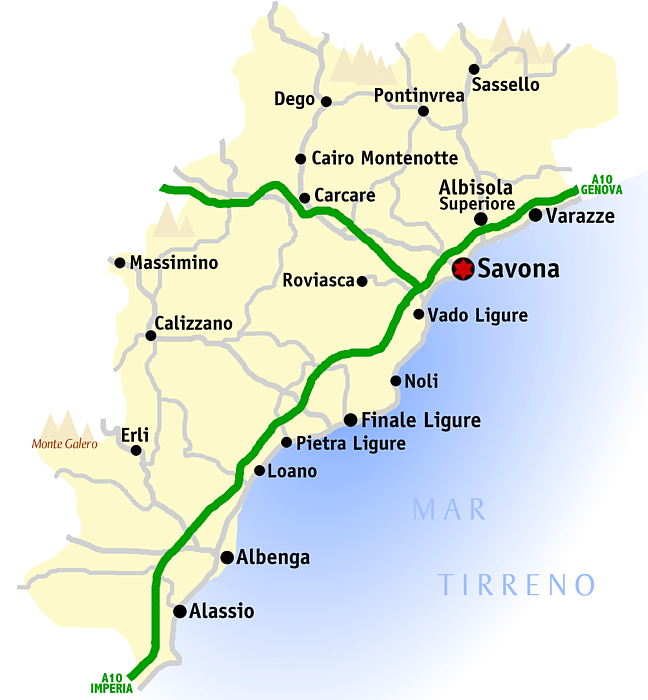
Carta della provincia

Nella provincia sono presenti tre parchi regionali e tre riserve naturali (Isola Gallinara, Isola di Bergeggi e Riserva naturale regionale di Rio Torsero). Caratteristica di questa zona del ponente ligure è la vastità della piana di Albenga, la più grande della Liguria con i suoi 45 km2, sfruttata già in epoca antica per le coltivazioni agricole.
Il tratto di costa provinciale savonese, da Andora a Varazze, è denominato Riviera del Beigua per quel tratto attorno e a ridosso del monte Beigua - a cavallo tra i comuni savonesi e genovesi - e Riviera delle Palme pressoché l'intera area provinciale. Due sono le isole della provincia: l'isola di Bergeggi e l'isola Gallinara, entrambe riserve naturali regionali.
Notevole è la presenza nel territorio di cavità naturali e grotte, specie in val Varatella e nel comune di Toirano, ricche di particolare pregio naturalistico e soprattutto storico per le numerose testimonianze rinvenute. Tra le cavità più celebri si possono menzionare la grotta della Basura o della Strega, ricca di importanti tracce e reperti archeologici collegabili già al Neolitico e all'uomo primitivo, dove ogni anno si registrano una forte presenza turistica.
Le valli savonesi prendono forma dalle due principali catene montuose, le Alpi Liguri e le Alpi Marittime – comprese tra il colle di Cadibona e il colle di Tenda – e l'Appennino ligure. Secondo gli studi è proprio sul colle di Cadibona, a 459 m sul livello del mare, dove i due sistemi montani vengono convenzionalmente divisi, formando un insieme di articolate valli e colline diverse orograficamente tra loro. Esse sono costituite per lo più da vaste zone boschive, stimate ad oggi a circa il 64% dell'intero comprensorio provinciale. Tale valore, chiamato coefficiente di boscosità, rappresenta una sorta di primato italiano – la media nazionale è del 29% - catalogando di fatto la provincia di Savona la più "boscata d'Italia". I suoi boschi sono formati per lo più da alberi di castagno – circa il 30% del territorio boschivo – querce, faggi, aceri, frassini, ciliegi, sorbi, ontani, carpini, pioppi e betulle.

### Parchi naturali regionali

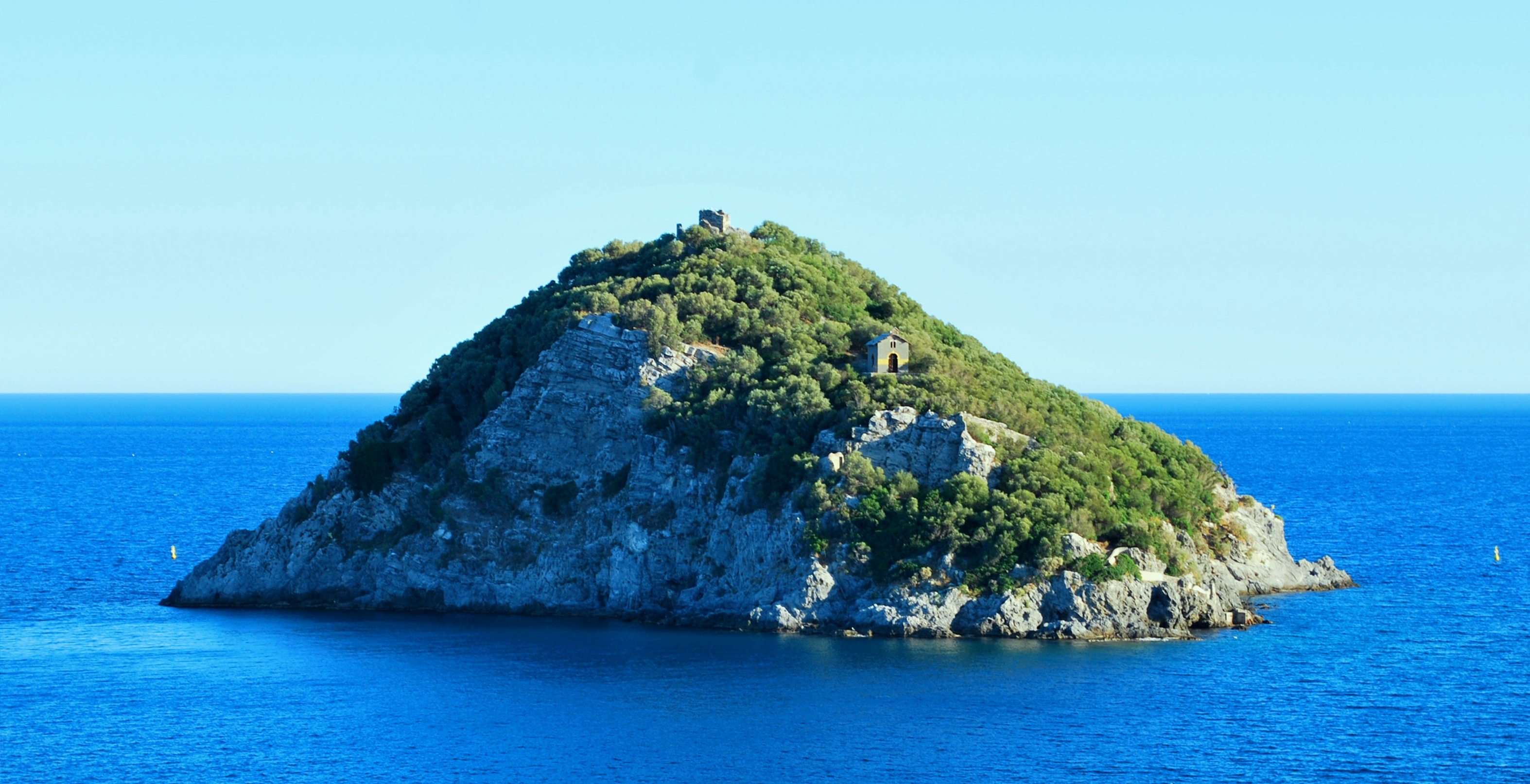
L'isola di Bergeggi

Nel territorio della provincia sono tre i parchi naturali regionali: il Parco naturale regionale del Beigua, il Parco naturale regionale di Bric Tana e il Parco naturale regionale di Piana Crixia. Il primo ha un'estensione che comprende pure il territorio genovese, nella valle intorno al monte Beigua; gli altri due parchi, tra i comuni di Millesimo e Piana Crixia, interamente nel territorio provinciale della val Bormida.

### Aree protette
Nei pressi dell'isola di Bergeggi sono state istituite le omonime area marina protetta e riserva naturale regionale. La riserva naturale regionale dell'Isola di Gallinara salvaguardia e protegge l'omonima isola antistante la cittadina di Albenga. Nel territorio di Ceriale è stata istituita la riserva naturale regionale di Rio Torsero mentre in val Bormida, nel comune di Cairo Montenotte, è presente la riserva naturalistica dell'Adelasia.

### Orografia

#### Monti

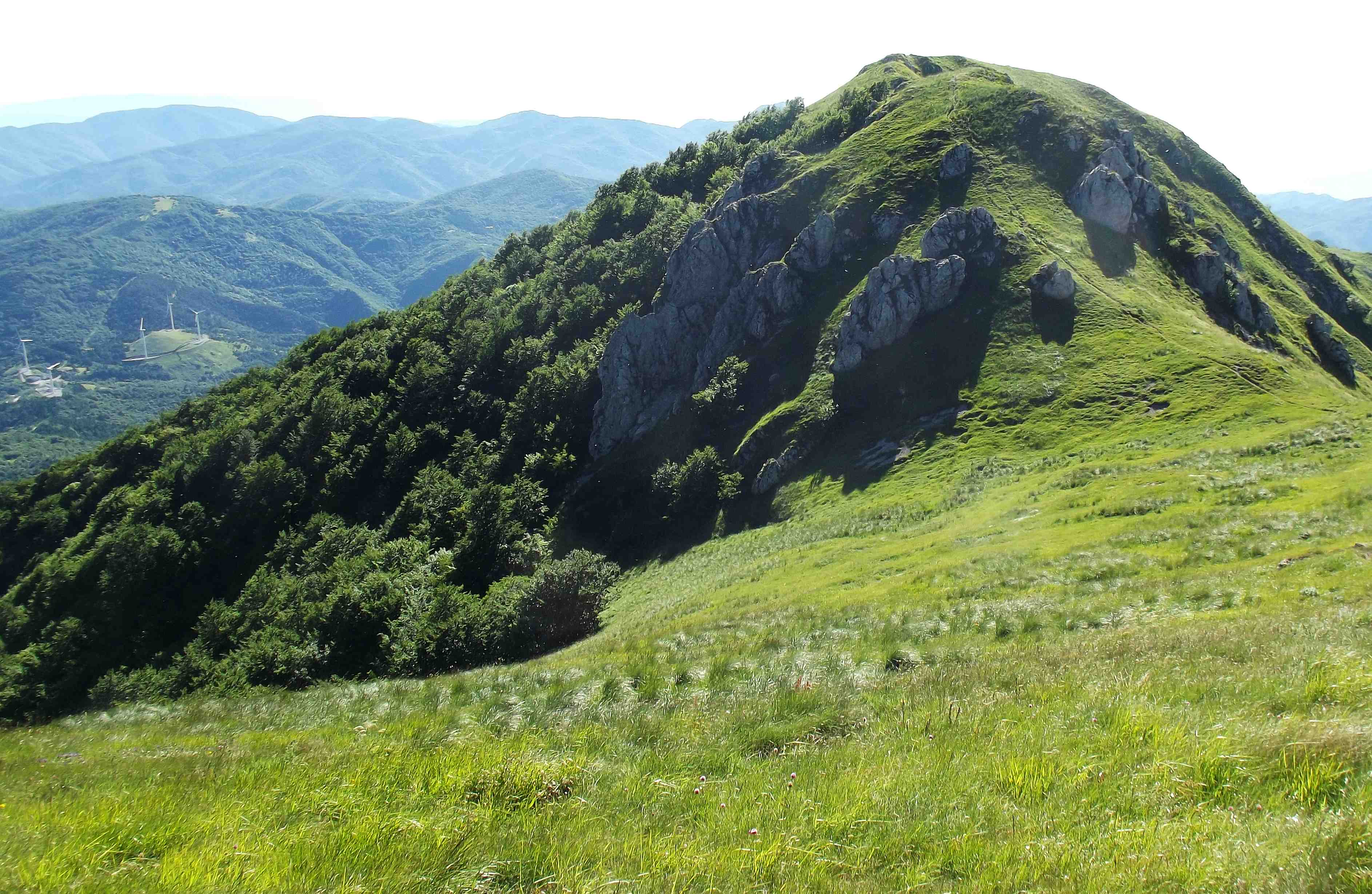
Il monte Galero (1708 m)

Monti della provincia oltre i 1.000 metri.
| Pos. | Denominazione        | Altezza (m) | Catena montuosa  |
| ---- | -------------------- | ----------- | ---------------- |
| 1º   | Monte Galero         | 1.708 m     | Prealpi Liguri   |
| 2º   | Pizzo delle Penne    | 1.405 m     | Prealpi Liguri   |
| 3º   | Monte Carmo di Loano | 1.389 m     | Prealpi Liguri   |
| 4º   | Monte Settepani      | 1.386 m     | Prealpi Liguri   |
| 5º   | Monte Spinarda       | 1.357 m     | Prealpi Liguri   |
| 6º   | Bric Agnellino       | 1.335 m     | Prealpi Liguri   |
| 7º   | Monte Beigua         | 1.287 m     | Appennino Ligure |
| 8º   | Bric Badò            | 1.283 m     | Prealpi Liguri   |
| 9º   | Monte Ermetta        | 1.267 m     | Appennino Ligure |
| 10º  | Monte Camulera       | 1.224 m     | Prealpi Liguri   |
| 11º  | Monte Sotta          | 1.206 m     | Prealpi Liguri   |
| 12º  | Rocca del Turnou     | 1.198 m     | Appennino Ligure |
| 13º  | Bric Tencione        | 1.191 m     | Prealpi Liguri   |
| 14º  | Bric Resonau         | 1.146 m     | Appennino Ligure |
| 15º  | Rocca Barbena        | 1.142 m     | Prealpi Liguri   |
| 16º  | Ronco di Maglio      | 1.108 m     | Prealpi Liguri   |
| 17º  | Monte Lingo          | 1.102 m     | Prealpi Liguri   |
| 18º  | Monte Sciguelo       | 1.103 m     | Appennino Ligure |
| 19º  | Castell'Ermo         | 1.092 m     | Prealpi Liguri   |
| 20º  | Monte Ravinet        | 1.061 m     | Prealpi Liguri   |
| 21º  | Monte Alpe           | 1.056 m     | Prealpi Liguri   |
| 22º  | Pian dei Corsi       | 1.028 m     | Prealpi Liguri   |
| 23º  | Bric Zerbi           | 1.028 m     | Prealpi Liguri   |
| 24º  | Bric Gettina         | 1.025 m     | Prealpi Liguri   |

#### Passi e valichi

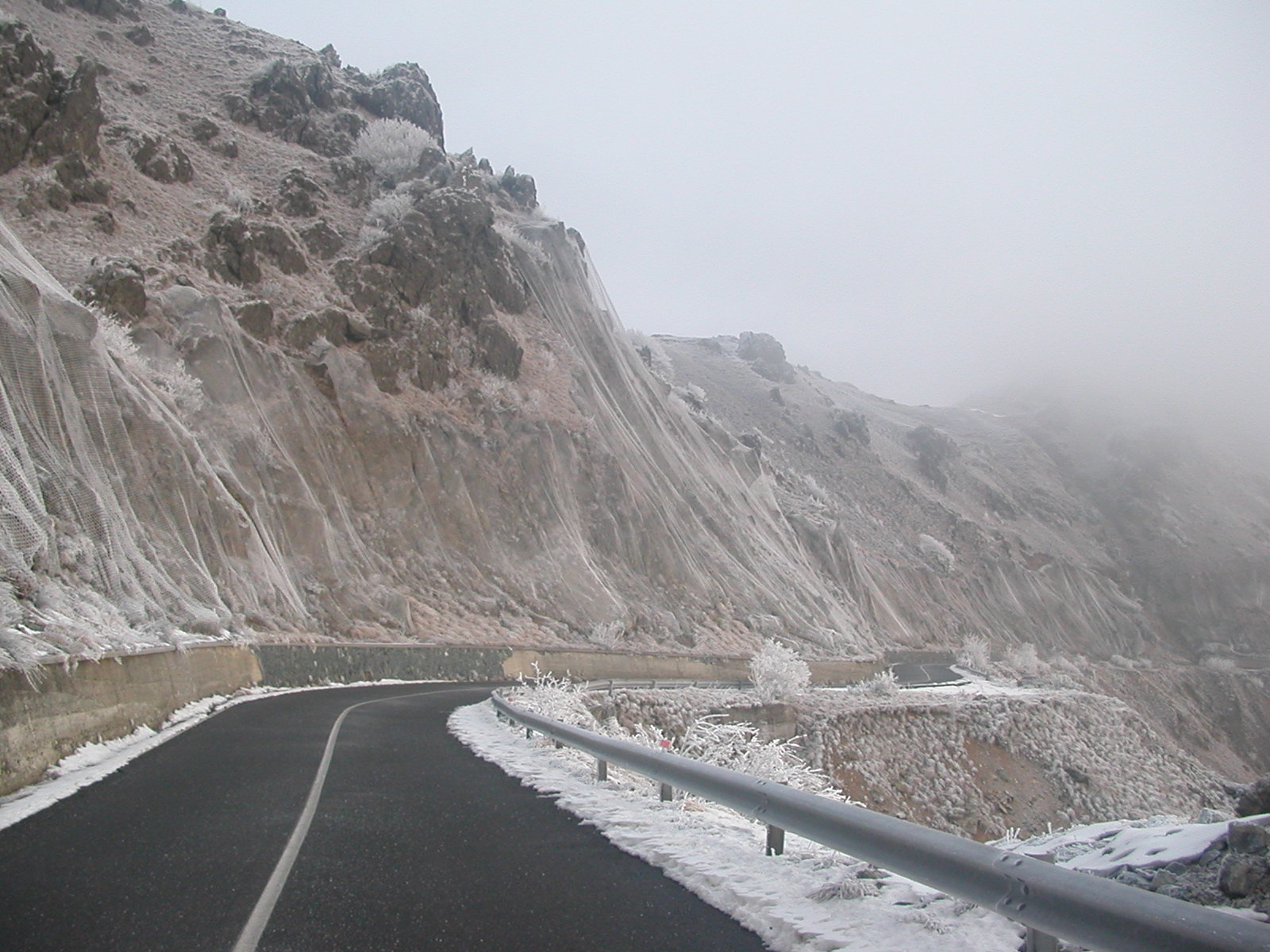
La strada del passo del Faiallo

| Denominazione         | Altitudine (m s.l.m.) | Collegamento                               |
| --------------------- | --------------------- | ------------------------------------------ |
| Passo del Faiallo     | 1044 m s.l.m.         | Passo del Turchino (GE) - Urbe             |
| Colle del Melogno     | 1027 m s.l.m.         | Rialto - Calizzano                         |
| Colle dei Giovetti    | 913 m s.l.m.          | Calizzano - Murialdo - Massimino           |
| Colle Scravaion       | 814 m s.l.m.          | Castelvecchio di Rocca Barbena - Bardineto |
| Giogo di Toirano      | 801 m s.l.m.          | Toirano - Bardineto                        |
| Colla di San Giacomo  | 796 m s.l.m.          | Finale Ligure - Mallare                    |
| Colla Baltera         | 794 m s.l.m.          | Bormida - Osiglia                          |
| Passo del Ginestro    | 677 m s.l.m.          | Cesio (IM) - Testico - Casanova Lerrone    |
| Colle del Giovo       | 510 m s.l.m.          | Stella - Sassello                          |
| Bocchetta di Altare   | 459 m s.l.m.          | Altare - Savona                            |
| Colle di Santa Libera | 441 m s.l.m.          | Altare - Cairo Montenotte                  |

### Idrografia

#### Fiumi

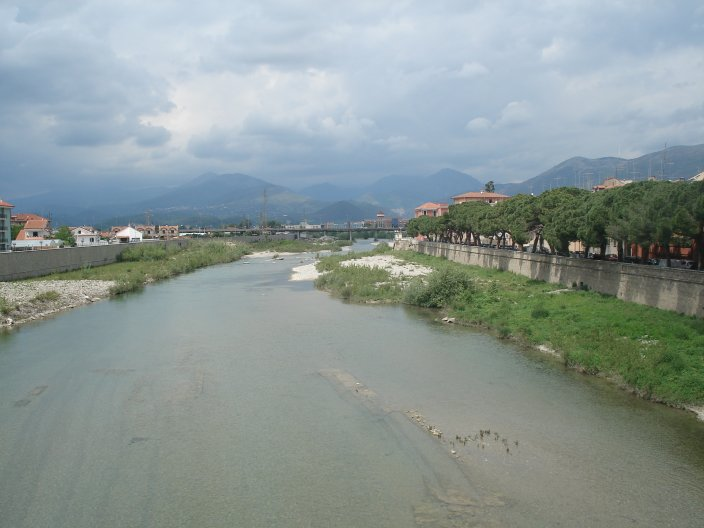
Il Centa ad Albenga

Da sud-ovest a nord-est si possono ricordare, tra i corsi d'acqua tributari del Mar Ligure:
- il Merula, che bagna Andora;
- il Centa: formato dalla confluenza dei torrenti Arroscia, Neva e Lerrone, sfocia ad Albenga dopo un breve percorso di 5 km, raccogliendo anche le acque di Arroscia e Pennavaira;
- il Varatella, che dal Giogo di Toirano scende a Borghetto Santo Spirito;
- il Nimbalto: attraversa solamente il comune di Loano, ha un regime torrentizio e sfocia nei pressi del porto;
- il Pora: nasce presso il Bric Gettina, attraversa il comune di Calice Ligure fino a sfociare in mare nei pressi di Finale Ligure;
- lo Sciusa, che sfocia anch'esso nel comune di Finale Ligure (nel nucleo urbano di Final Pia);
- il Letimbro con il suo principale affluente, il Lavanestro: il primo nasce alla Bocchetta di Altare, mentre il secondo nei pressi del colle di Cadibona. Entrambi attraversano il centro abitato di Savona unendosi poco lontano dalla foce;
- il Quiliano: nasce anch'esso sulle alture nei pressi del colle di Cadibona ricevendo vari affluenti. Attraversa il comune di Quiliano per sfociare in mare presso Zinola; è il confine naturale tra i comuni di Savona e Vado Ligure;
- il Sansobbia: attraversa il comune di Stella per poi sfociare in mare ad Albisola Superiore, dopo aver raccolto le acque del rio Basco;
- il Teiro: nasce nel Parco naturale regionale del Beigua per poi sfociare a Varazze;
- l'Arrestra: nasce sul monte Beigua; segna per un certo tratto il confine con la città metropolitana di Genova sfociando poi ad ovest di Cogoleto.

Sul versante tributario della Pianura Padana invece i principali corsi d'acqua della provincia di Savona sono la Bormida di Millesimo e la Bormida di Spigno. Entrambi nascono nelle Prealpi Liguri, scorrendo da sud-ovest verso nord-est, e vanno poi ad unirsi tra loro in provincia di Alessandria confluendo poi nel Tanaro nel comune di Pietra Marazzi (sempre in provincia di Alessandria). Ricevono le acque dei torrenti Erro e del Orba; tra i loro affluenti che scorrono almeno in parte in Liguria sono anche da segnalare l'Uzzone, il Valla, la Bormida di Pallare e la Bormida di Mallare. Queste ultime due, dopo un corso di circa una ventina di km, si uniscono presso Carcare a formare la Bormida di Spigno.

#### Laghi

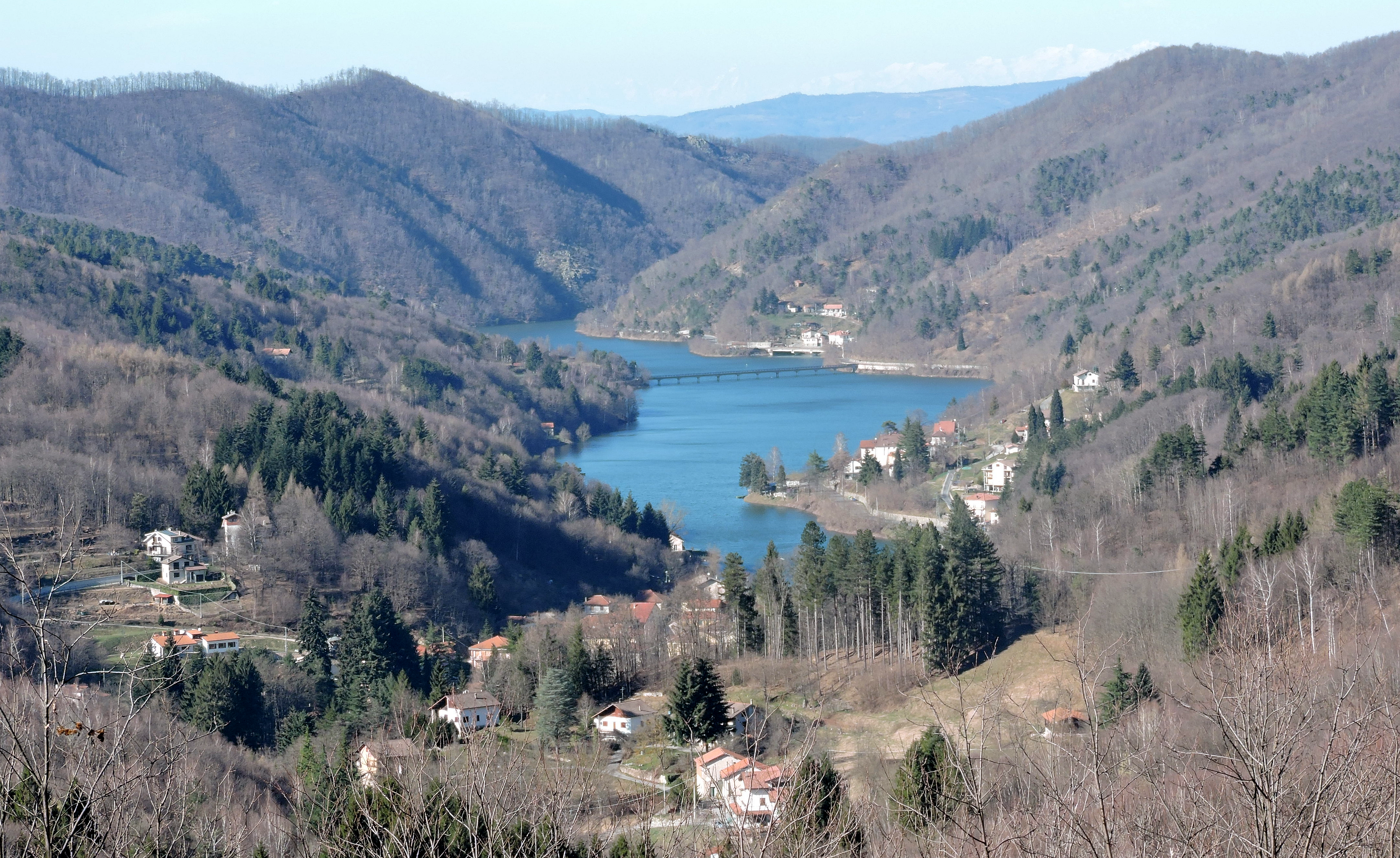
Il lago di Osiglia

Nella provincia savonese è il lago di Osiglia, nell'omonimo comune e alimentato dall'Osiglietta, il bacino artificiale più grande con una capienza di 13 milioni di metri cubi d'acqua. In val d'Orba, tra i comuni di Urbe e Sassello è ubicato invece il lago dell'Antenna (capienza di 50.000 metri cubi d'acqua e alimentato dal torrente Orba) che prende il nome dal monte Antenna (821 m), sul confine settentrionale del Parco naturale regionale del Beigua.
Un piccolo lago naturale, di probabile origine glaciale, è il lago Scanizzon che si trova a Sassello a 803 metri sul livello del mare.

#### Mare
I comuni della provincia che si affacciano direttamente sul mare sono 21 su 69 comuni totali. Le coste della Riviera di Ponente risultano prevalentemente basse e sabbiose a differenza di quelle del Levante ligure che sono principalmente alte e frastagliate.

### Clima

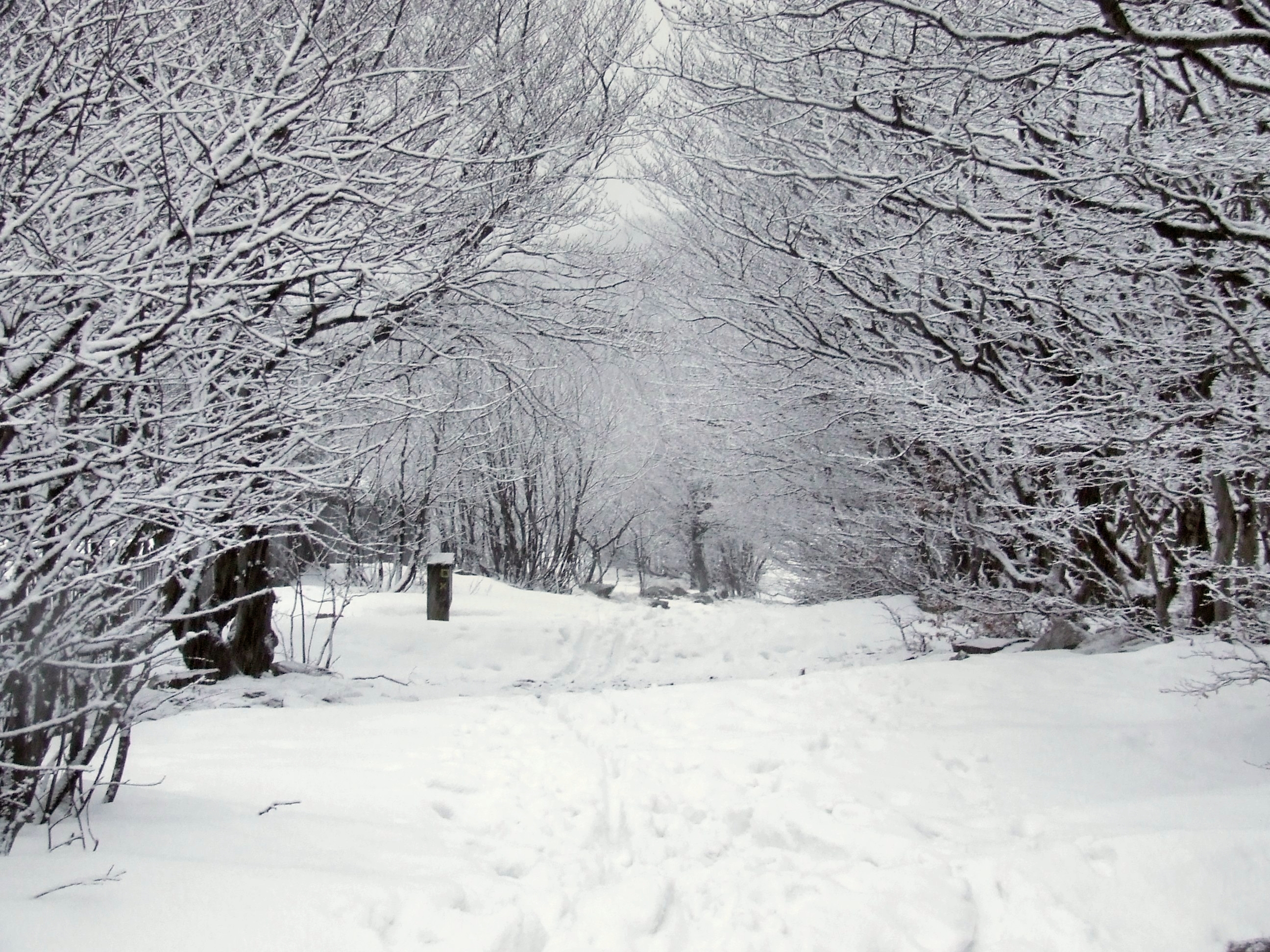
Panorama innevato del monte Beigua

Il clima è tipico dell'area del mar Mediterraneo, come nel resto della regione e le sue temperature miti sono un forte richiamo turistico. Durante la stagione invernale le temperature medie, nell'area litoranea, sono complessivamente miti, con valori medi giornalieri che in gennaio tendono a decrescere leggermente, procedendo da ovest verso est, passando da temperature medie prossime ai +10 °C (al confine con la Provincia di Imperia) ai +7/+8 °C che si riscontrano nella fascia costiera centro-orientale, l'estate è ovunque moderatamente calda, con valori medi di luglio che oscillano, a seconda delle località tra i +23 e i +25 °C. Nel complesso il clima del settore costiero più interno (centro-orientale ed orientale) risulta meno caldo ma più afoso rispetto a quello dell'estremo Ponente provinciale, in virtù dei tassi di umidità mediamente più elevati; a stemperare la calura concorre comunque, in tutta la fascia litoranea, il regime delle brezze diurne e notturne, tipico di tutte le coste liguri.
Il clima dell'entroterra marittimo è più freddo di quello strettamente costiero, in funzione della maggiore altimetria e della natura accidentata del territorio, che tende a creare microclimi vallivi (stazione meteorologica di Stella San Bernardo) o di pianura sublitoranea (stazione meteorologica di Albenga Villanova), sensibilmente differenti rispetto a quelli che si riscontrano nella fascia strettamente litoranea, tuttavia anche per queste aree possiamo parlare di microclimi di tipo mesomediterraneo o submediterraneo, con escursioni termiche stagionali moderate e inverni complessivamente non rigidi, anche se contraddistinti da gelate abbastanza frequenti e talvolta anche da discreti valori di nevosità (ma la persistenza della neve al suolo è spesso limitata a pochi giorni); in queste aree le estati possono risultare piuttosto calde (nelle piane sublitoranee e nei fondovalle più bassi e meno soggetti alle brezze) o complessivamente fresche e gradevoli (nelle aree collinari interessate più direttamente dalle brezze marittimo-costiere), i valori medi di luglio e agosto sono compresi in genere tra i +20 e i +23 °C in funzione dell'altitudine e della conformazione geografica.

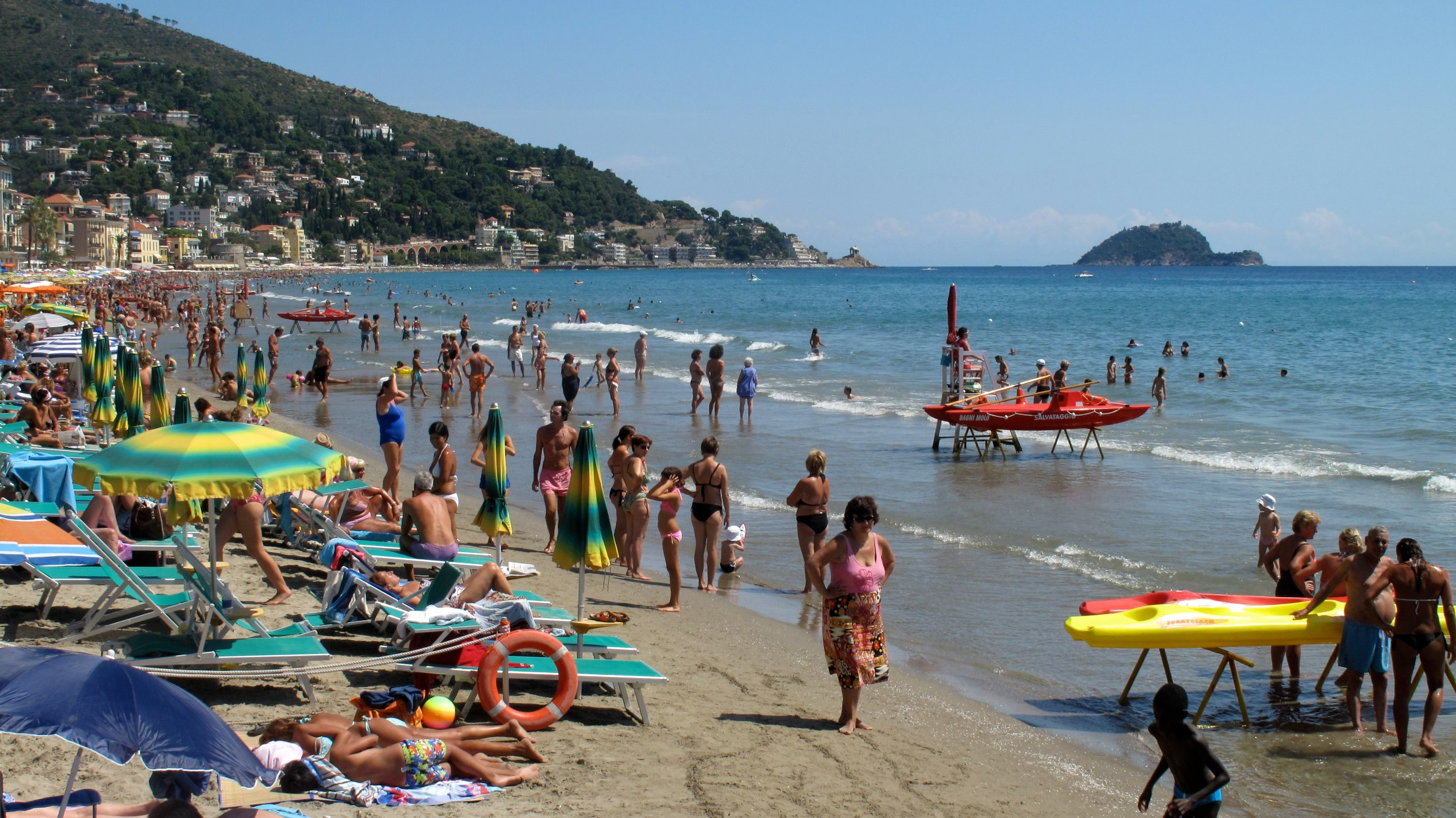
Panorama estivo della spiaggia di Alassio; sullo sfondo l'isola Gallinara.

Situazione diversa ritroviamo sui versanti padani, che sono caratterizzati da più marcata continentalità con forti escursioni termiche giornaliere, moderate escursioni termiche stagionali e inverni complessivamente rigidi, con medie di gennaio che ad altitudini di fondovalle (300/700 m) sono in genere comprese tra 0 °C e +3 °C, le gelate notturne sono frequentissime nel periodo invernale ed anche nella prima parte della primavera e nella seconda parte dell'autunno e talvolta possono risultare intense (minime inferiori ai -10/-12 °C non sono affatto rare, anche all'interno dei centri abitati, mentre durante ondate di freddo particolarmente intense, come quelle del febbraio 1956, del gennaio 1963, del gennaio 1985 e del febbraio 2012 sono state registrate minime assolute localmente inferiori ai -20 °C), Nelle aree del versante padano le nevicate sono spesso copiose e si registra una buona persistenza del manto nevoso; in queste aree, seppur mitigate dall'altitudine collinare, le estati sono spesso piuttosto calde (valori medi di luglio attorno ai +22 °C a 300 m di altitudine, attorno ai +20 °C a 700 m), con massime diurne che in luglio ed agosto possono superare con una certa facilità i +30 °C, mentre i valori massimi estremi possono toccare i +33/+35 °C.
Clima ulteriormente diversificato hanno le zone montuose, al di sopra dei 900-1.000 m, che hanno inverni freddi e nevosi, estati fresche e talvolta instabili e precipitazioni consistenti in tutte le stagioni intermedie. La pluviometria mostra un andamento inverso rispetto a quello delle temperature, le precipitazioni tendono infatti ad aumentare procedendo dalla costa verso il crinale alpino-appenninico, per poi diminuire gradualmente mano a mano che, dalla displuviale principale alpino-appenninica, si scende lungo le valli del versante padano. L'andamento delle precipitazioni si fa crescente anche procedendo lungo la fascia costiera da sud-ovest in direzione nord-est, passando da minimi intorno ai 650/700 mm al confine con la Provincia di Imperia a massimi di circa 1.000 mm al confine con quella di Genova, l'area complessivamente più piovosa della Provincia di Savona è comunque quella nord-orientale, dove sui rilievi del Gruppo del Beigua si registrano valori pluviomentrici medi attorno ai 1600/1700 mm

## Storia

### Età antica e Medioevo
Il territorio era occupato dalle popolazioni celtiche dei liguri, dalle tribù dei Sabazi nell'area di Savona, gli ingauni nell'area di Albenga e degli Statielli nelle valli del fiume Bormida. Nel 180 a.C. l'impero Romano conquista il ponente, costituendo il municipium di Vada Sabatia che si estendeva da Cogoleto a Finale Ligure e di Albingaunum da Finale Ligure a Sanremo.
La cristianizzazione del ponente ligure inizia probabilmente per il martirio di san Calocero nel 121 nell'anfiteatro romano di Albenga, che porta sulla sua tomba molti fedeli e con la successiva evangelizzazione di san Calimero, tant'è che 357 san Martino viene a rifugiarsi nella comunità cristiana ingauna.La conoscenza della diocesi sembra essere piuttosto tardiva, istituita quasi sicuramente dopo la morte di sant'Ambrogio. Il primo vescovo di cui si abbia notizia certa è Quinzio, che nel 451 firmò la lettera sinodale di Eusebio, vescovo di Milano, a papa Leone I; nella lettera si stabiliva la condanna di Nestorio ed Eutiche (Mansi); tuttavia risulta essere la prima del ponente ligure, visto che si è a conoscenza di vescovi di Ventimiglia e Vado solo nel 680 per la loro presenza ad un concilio romano.
Attorno al X secolo, dopo una primaria divisione del territorio tra la Marca Aleramica (pressoché la zona di Savona e località vicine; a sua volta poi scorporata nella Marca di Savona) e la Marca Arduinica (restante zona del ponente ligure), successioni e discendenze nobiliari portarono ad una frammentazione del territorio e alla istituzione dei primi liberi comuni — quest'ultimi retti da organi pubblici o comunque di rappresentanza del popolo — o feudi governati da indipendenti signori locali o per conto di blasonate casate nobiliari italiane del tempo. Nacquero quindi marchesati che riunirono vaste aree del savonese: tra questi il Marchesato di Clavesana, il Marchesato di Finale e il Marchesato di Zuccarello dei Del Carretto. Potente e forte in questo periodo fu anche la dominazione spirituale e temporale del vescovo di Albenga sui diversi territori assoggettati alla diocesi ingauna.
La prima menzione di un comitato di Albenga è del 25 maggio 869, Ludovici II Diplomata, per quello di Ventimiglia si dovrà attendere il marzo del 979 e solo nel 1004 abbiamo conoscenza di un comitato anche ad Vado Ligure.

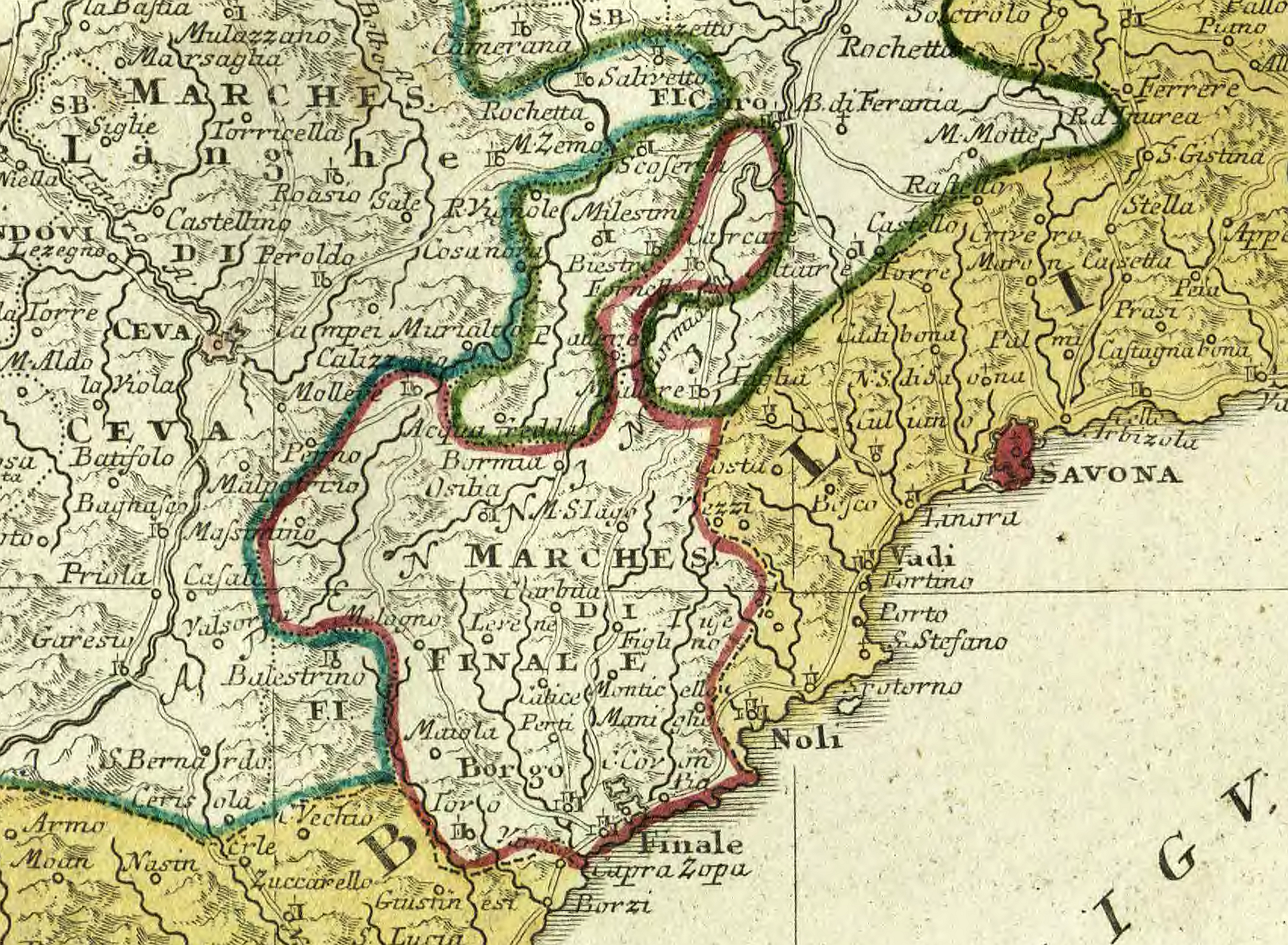
Il Marchesato di Finale e parte dei territori savonese della Repubblica di Genova (mappa di Tobias Mayer del 1749.

Il territorio del savonese ben presto rientrò nelle mire espansionistiche e negli interessi politici, amministrativi e soprattutto economici di Genova e della sua Repubblica. Tra il XIII e il XVI secolo spontanee sudditanze, alleanze, ma anche feroci lotte fecero della repubblica genovese la quasi totale protagonista di questa zona del ponente che, tuttavia, in diversi territori del Finalese o della val Bormida ancora mantennero separate e indipendenti gestioni feudali e marchesali rispetto a Genova (anche per alleanze, se non proprio sudditanze, dei signori o marchesi locali con potenze straniere come Francia, Spagna o Sacro Romano Impero). Casi singolari e pressoché unici nel panorama savonese furono quelli della Repubblica di Noli, piccolo stato della zona del Nolese che riuscì a "sopravvivere" dal 1192 al 1797 con una propria autonomia amministrativa stringendo, di fatto, un'alleanza politica e commerciale e non belligerante con la repubblica genovese o ancora della Contea di Loano, quest'ultima nata come signoria nel XIII secolo e poi come contea dal 1547 e amministrata quasi ininterrottamente nei secoli dalla famiglia Doria. Simbolo di accesa rivalità fu certamente quella tra il Comune di Savona e Genova che tragicamente per la prima si concluse semi definitivamente nel 1528 con la conquista genovese dopo la distruzione della zona antica intorno alla cattedrale di Santa Maria di Castello (zona del Priamar) e l'interramento del locale porto (tra gli scali commerciali più importanti, assieme a Genova, del mar Mediterraneo). Le varie annessioni dei territori savonesi da parte della Repubblica di Genova portarono, oltre all'accrescimento dei commerci e scambi dei vari prodotti locali, o la nascita di cantieri navali lungo i principali centri e porti della costa, anche il rafforzamento delle difese militari del tratto costiero e montano con l'edificazione di torri d'avvistamento o guarnigioni (con soldati genovesi e locali) presso i valichi di confine.

### Età moderna

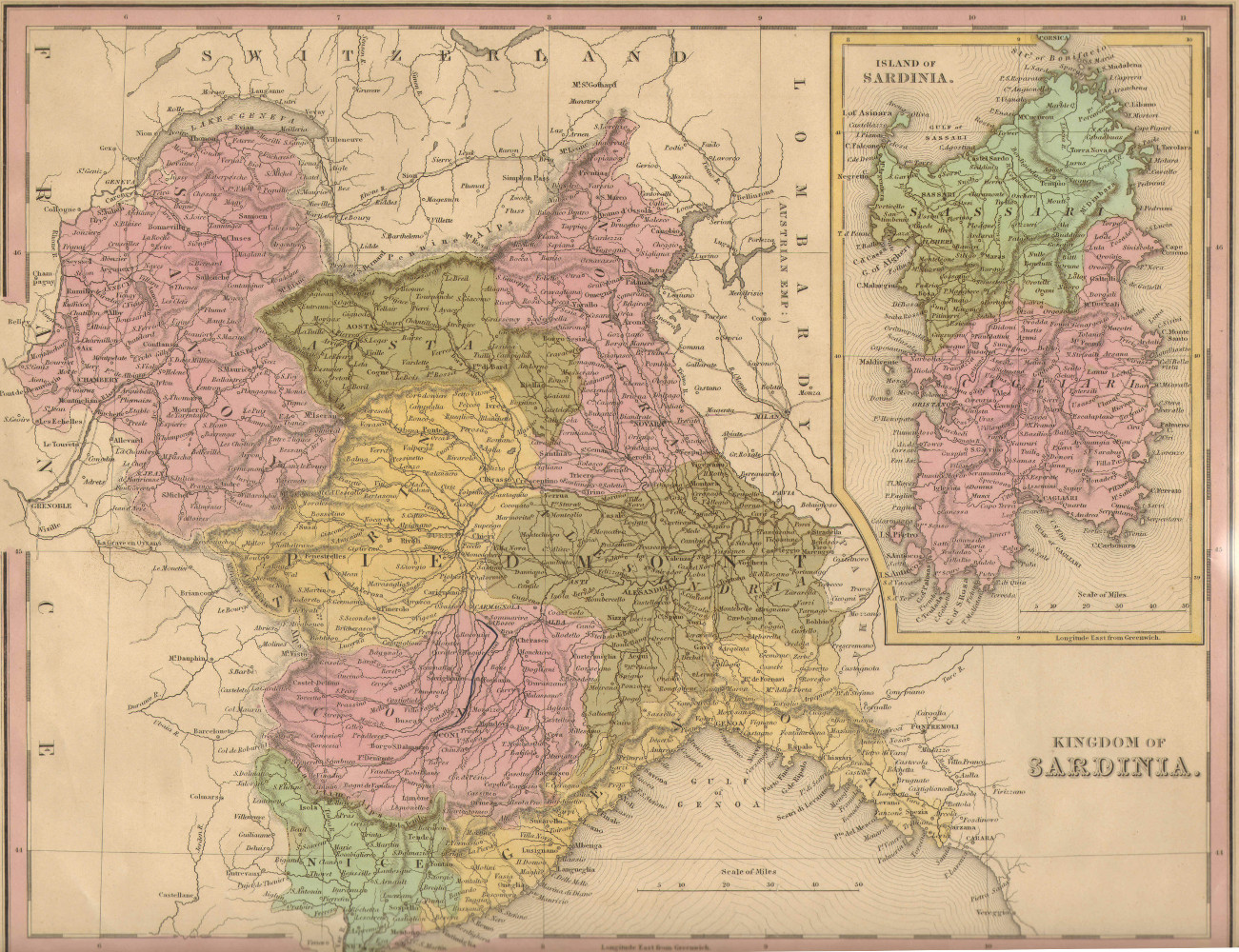
Mappa delle divisioni del Regno di Sardegna nel 1839

Tra i secoli XVI e XVII furono notevoli e gravosi gli assalti pirateschi lungo la Riviera delle Palme (talvolta perpetrando pure nell'immediato entroterra) o, ancora, gli scontri militari con il Ducato di Savoia. Un quadro amministrativo gestito dai Genovesi e da signori locali alleati o indipendenti, diviso in capitaneati, podesterie e commissariati che si consolidò nel XVIII secolo e perdurò fino al termine di questo secolo.
Con le campagne napoleoniche in Italia, tra il 1796 e il 1797, cui seguirono diverse battaglie in val Bormida a Millesimo, Montenotte e Dego, il territorio ligure subì la caduta degli antichi stati, marchesati, feudi imperiali che furono assoggettati alla Repubblica Ligure (1797-1805). Il territorio dell'odierna provincia savonese conobbe le prime novità amministrative con la costituzione, tra il 1797 e il 1798, di due dipartimenti "alla francese": il dipartimento della Maremola (con capoluogo Pietra) e il dipartimento del Letimbro (Savona). Necessità organizzative portarono, dal 1798 e fino al 1803, ad un'ulteriore divisione del territorio amministrativo in altri dipartimenti (di Colombo, delle Arene Candide, di Centa, di Capo delle Mele) e ancora, fino al 1805, nell'unico dipartimento di Colombo con Savona come capoluogo. In queste unità amministrative filo napoleoniche confluirono le costituite municipalità dei vari borghi e località che, all'epoca, erano molto più numerose delle odierne.
L'assorbimento della repubblica ligure nel Primo Impero francese dal 1805 decretò il passaggio del Savonese (comprendente i circondari di Porto Maurizio, Savona, Ceva e Acqui) nell'unico dipartimento di Montenotte (Savona fu elevata al titolo di capoluogo d'Intendenza Generale), confinante ad ovest con il dipartimento delle Alpi Marittime, ad est con il dipartimento di Genova, a nord con i dipartimenti della Stura e di Marengo (decreto 6 giugno 1805).
Con la sconfitta e la caduta dell'impero napoleonico nel 1814, il nuovo assetto politico-amministrativo di questo territorio, e della Liguria in generale, decretò il passaggio nel Regno di Sardegna dal 1815. Dal 10 novembre 1818 il territorio dell'odierna provincia savonese venne diviso nelle due province sabaude di Albenga e di Savona all'interno della sovrastante Divisione di Genova. La fusione perfetta del 1847 comportò una nuova modifica degli assetti amministrativi provinciali del Regno che, per quanto riguarda la Divisione di Genova, rimasero però invariati: la Provincia di Savona riunì i sei mandamenti di Cairo, Millesimo, Noli, Sassello, Savona, Varazze mentre la Provincia di Albenga i sette mandamenti di Alassio, Albenga, Andora, Calizzano, Finale Borgo, Loano, Pietra.

### L'istituzione dell'odierna Provincia

Le divisioni amministrative comunali all'interno della Provincia di Savona. Di colore rosso il territorio del capoluogo Savona.

Un nuovo ordinamento e assetto amministrativo delle province del Regno di Sardegna si ebbe con la Legge 23 ottobre 1859 n. 3702, conosciuta anche come "decreto Rattazzi": la "Divisione di Savona", composta da tre province, fu disgregata: le province di Albenga e di Savona furono soppresse e riunite alla Provincia di Genova mentre la provincia di Acqui venne soppressa e riunita alla Provincia di Alessandria. Le due ex province liguri diventarono circondari del regno sabaudo, che raggrupparono i 14 mandamenti dell'odierno territorio savonese. Una divisione amministrativa che ereditò il successivo Regno d'Italia dal 1861 e rimase in vigore fino al 1927; nel 1926 il Circondario di Albenga venne soppresso e inglobato in quello di Savona, sempre all'interno della Provincia di Genova.
Soppressi nel 1927 i vari circondari come da riorganizzazione statale del regime fascista, l'art. 1 del regio decreto legge n. 1 del 2 gennaio 1927 di Vittorio Emanuele III di Savoia (pubblicato sulla Gazzetta Ufficiale n. 7 dell'11/1/1927) istituì nuovamente la Provincia di Savona dove confluirono 87 comuni in precedenza sotto l'amministrazione provinciale genovese; a quest'ultima invece fu assegnato il comune di Cogoleto. Il primo prefetto nominato fu Lorenzo La Via. Successivamente l'unione di alcuni comuni montani fece sì che il numero di amministrazioni scese agli attuali 69, con una superficie territoriale di circa 1.545 km².

### Simboli
Stemma
La caravella celebra le nobili tradizioni marinare della provincia: il porto di Savona, noto fin dal Medioevo, è oggi tra i più importanti del Mediterraneo; Noli costituì una vera e propria repubblica marinara.
Lo stemma è stato concesso con regio decreto del re Vittorio Emanuele III di Savoia del 18 febbraio 1928, trascritto nel registro degli enti morali, volume I pagina 124. Dal 1933 al 1943 era presente il capo del Littorio.
Gonfalone
(R.D. 16 febbraio 1928)
Bandiera

### Onorificenze
Il 19 settembre 1974, la città di Savona è stata insignita della medaglia d'oro al valor militare con la seguente motivazione:

## Monumenti e luoghi d'interesse

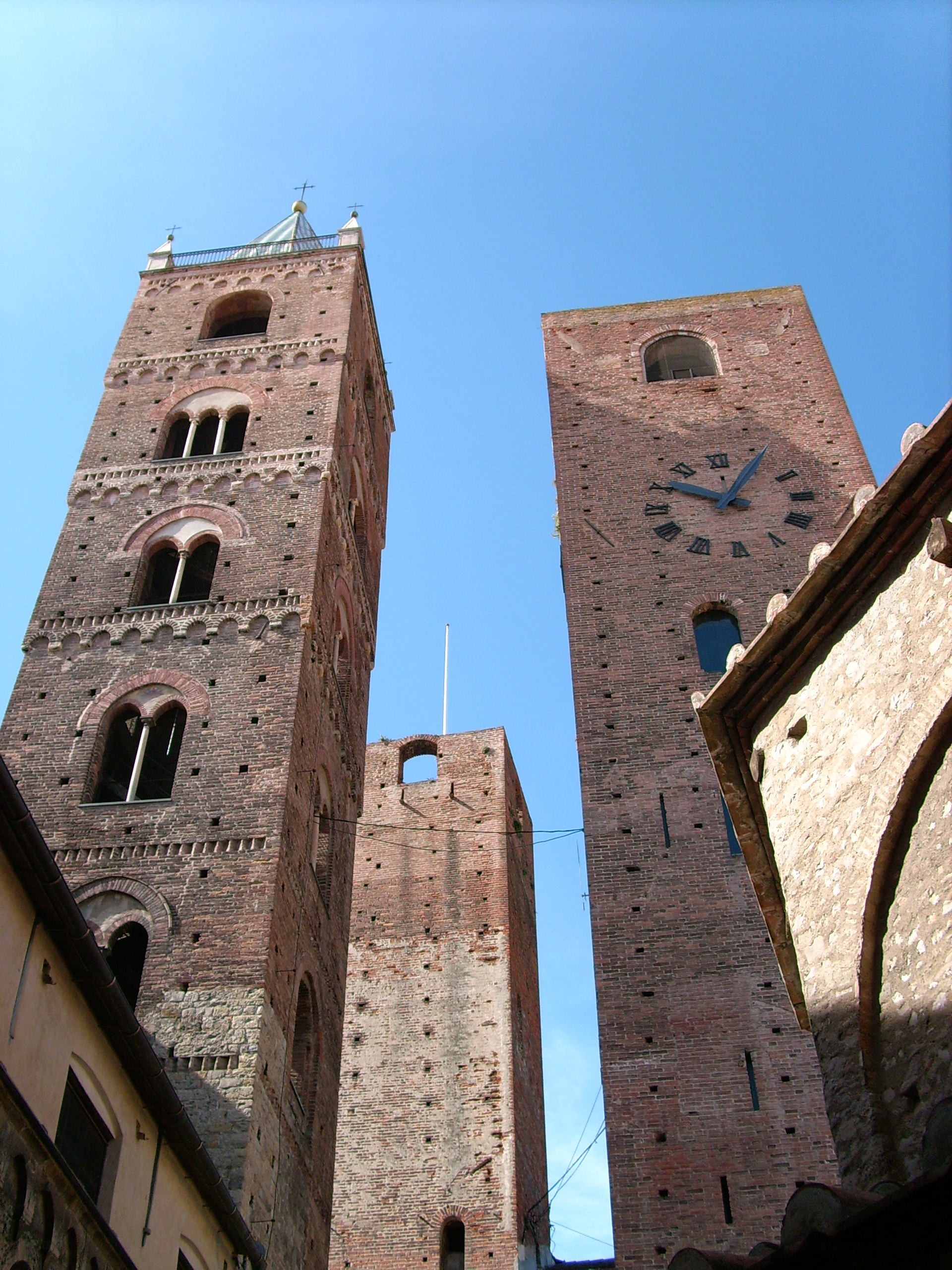
Scorcio delle torri medievali di Albenga

## Società

### Etnie e minoranze straniere
Secondo i dati Istat al 31 dicembre 2018, i cittadini stranieri residenti nella provincia savonese sono 24 180, così suddivisi per nazionalità, elencando per le presenze più significative:
1. Albania, 5 827
2. Romania, 3 697
3. Marocco, 3 125
4. Ecuador, 1 093
5. Ucraina, 1 026
6. Egitto, 859
7. Cina, 727
8. Bangladesh, 722
9. India, 658
10. Nigeria, 505
11. Perù, 420
12. Moldavia, 327
13. Brasile, 311
14. Senegal, 311
15. Germania, 310
16. Russia, 288
17. Polonia, 250
18. Tunisia, 209
19. Paraguay, 145
20. Sri Lanka, 144

### Lingue e dialetti
Nella provincia di Savona si può apprezzare un variegato panorama di dialetti appartenenti alla lingua ligure: le tre principali aree dialettali possono dividersi sommariamente nella parlata di Savona, quella dell'entroterra e quella costiera, che prosegue verso la provincia di Imperia.
Nella zona di Savona si parla un dialetto simile al ligure genovese. Rispetto al genovese urbano si evidenziano alcune piccole differenze, che già possono riscontrarsi in alcuni borghi nella zona occidentale della città metropolitana di Genova: sono l'assimilazione della vocale lunga /a/ in /o/ e nell'uso di alcuni vocaboli leggermente diversi da quelli utilizzati in città e che, in passato, venivano giudicati "puri".
I dialetti dell'area occidentale, appartenenti al gruppo "ligure-occidentale", da Finale Ligure ad Andora, si avvicinano a quelli dell'area orientale della provincia imperiese, con notevoli differenze rispetto al genovese (e savonese); tra questi, particolare è il dialetto finarino o del finalese.
I paesi montani o valligiani, ad esempio l'alta val Bormida e l'omonimo dialetto o ancora il dialetto altarese, utilizzano un dialetto misto ligure-piemontese (più specificatamente i dialetti di tipo Monferrino e Langarolo), a causa della vicinanza geografica e culturale. Infine, per via dei flussi turistici e residenziali provenienti dal Piemonte (vacanze o seconde case), e in particolar modo dalle provincie di Cuneo e di Torino, si sono diffuse lungo i principali centri della costa parlate dialettali di queste originarie zone. Appartenenze linguistiche o dialettali che, come registrato in altre zone della Liguria o d'Italia, stanno tuttavia scomparendo o comunque parlate sempre meno in favore della lingua italiana, soprattutto nelle fasce più giovanili e conservandosi maggiormente in quelle più anziane.

### Qualità della vita
Secondo i dati del 2021, raccolti dal Sole 24 Ore, la provincia di Savona è al 44º posto in Italia nella classifica sulla qualità della vita. Risulta penalizzata soprattutto per gli indicatori riguardo alla demografia e società, mentre brilla per gli indicatori sulla cultura e tempo libero.

### Religione
La religione prevalente è il cattolicesimo; la provincia savonese è divisa tra la Regione ecclesiastica Liguria (diocesi di Albenga-Imperia e di Savona-Noli) e la Regione ecclesiastica Piemonte (diocesi di Acqui e di Mondovì).
| Diocesi         | Comuni | Regione ecclesiastica |
| --------------- | --- | --------------------- |
| Albenga-Imperia | Alassio, Albenga, Andora, Arnasco, Balestrino, Boissano, Borghetto Santo Spirito, Borgio Verezzi, Casanova Lerrone, Castelbianco, Castelvecchio di Rocca Barbena, Ceriale, Cisano sul Neva, Erli, Garlenda, Giustenice, Laigueglia, Loano, Magliolo, Nasino, Onzo, Ortovero, Pietra Ligure, Stellanello, Testico, Toirano, Tovo San Giacomo, Vendone, Villanova d'Albenga, Zuccarello | Liguria               |
| Savona-Noli     | Albisola Superiore, Albissola Marina, Bergeggi, Calice Ligure, Celle Ligure, Finale Ligure, Noli, Orco Feglino, Quiliano, Rialto, Savona, Spotorno, Stella, Vado Ligure, Varazze, Vezzi Portio | Liguria               |
| Acqui           | Altare, Cairo Montenotte, Carcare, Dego, Giusvalla, Mioglia, Piana Crixia, Pontinvrea, Sassello, Urbe | Piemonte              |
| Mondovì         | Bardineto, Bormida, Calizzano, Cengio, Cosseria, Mallare, Massimino, Millesimo, Murialdo, Osiglia, Pallare, Plodio, Roccavignale | Piemonte              |

### Tradizioni e folclore

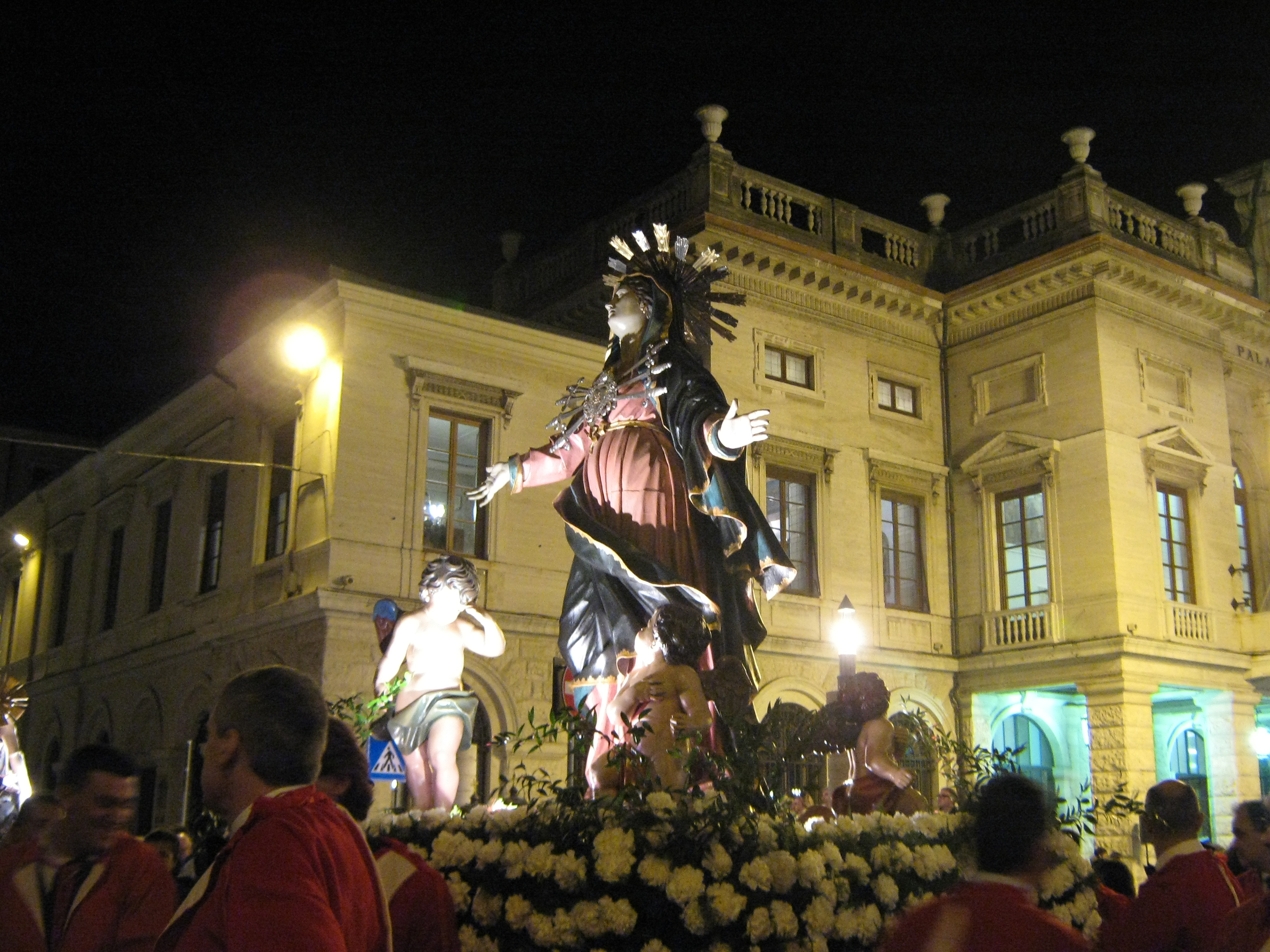
La processione del Venerdì santo di Savona, uno degli eventi religiosi e tradizionali della provincia.

## Cultura

### Cucina

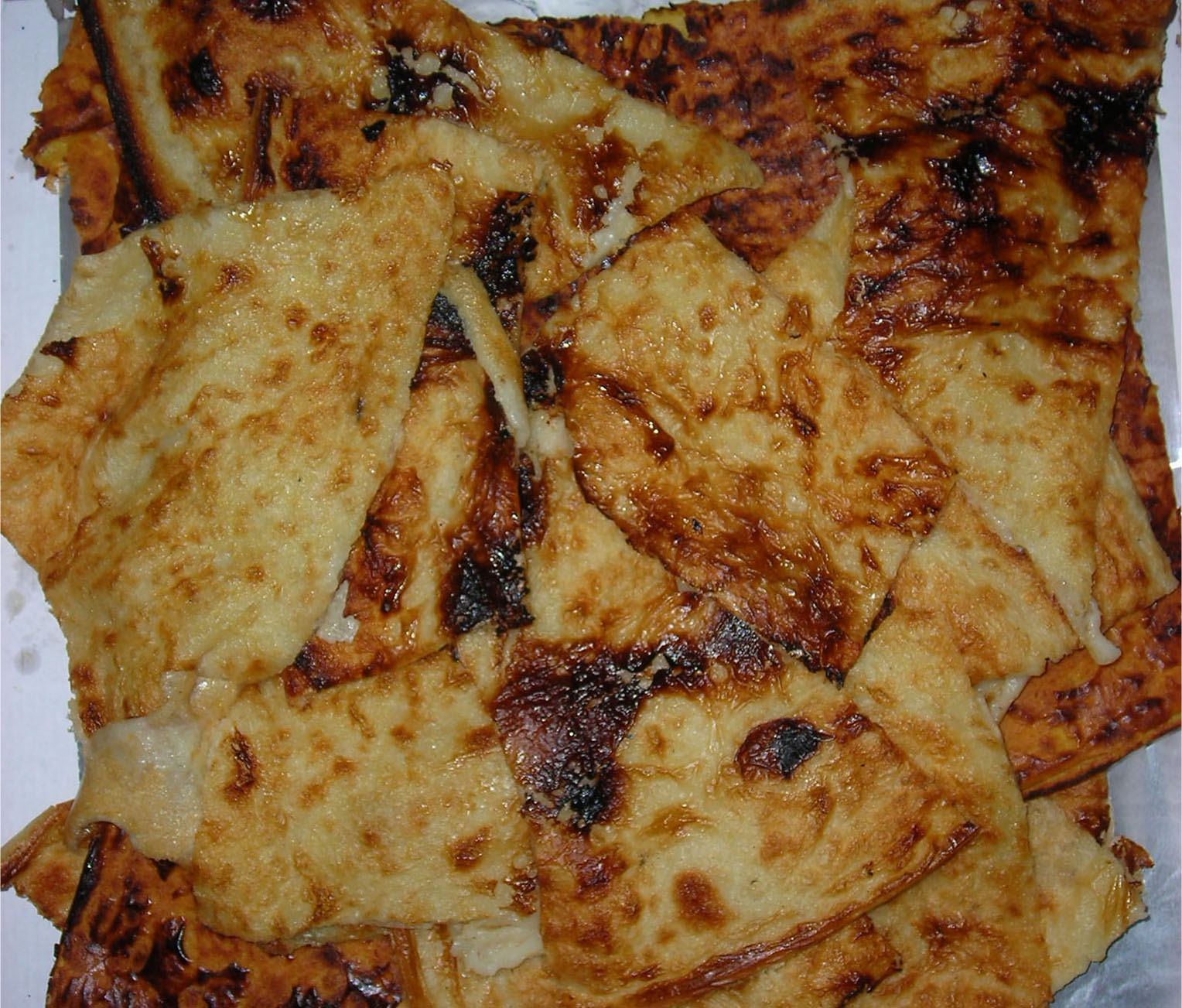
La farinata bianca di Savona

#### Piatti tipici
La cucina savonese prende spunto per la maggior parte delle sue ricette dalla cucina ligure, unione culinaria tra i piatti di mare con i prodotti della terra.
Tuttavia, piatti apparentemente semplici sono esaltati nei loro sapori dall'uso delle numerose erbe aromatiche come il rosmarino,il timo, la salvia, etc., che crescono spontaneamente su tutto il territorio provinciale, tipiche della macchia mediterranea.
Antipasti:
- Panissa (tagliata a fette, come da variante locale), cicciarello (Noli e litorale savonese).

Primi piatti:

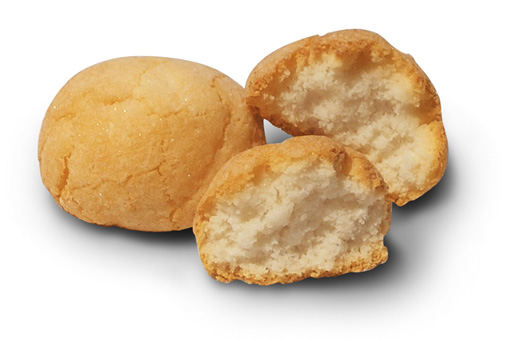
L'amaretto di Sassello

- Gnocchetti alle ortiche, piccagge al pesto (fettuccine), lazarene (lasagna con farina bianca o di castagna), maccheroni con la trippa, zemin (minestrone di ceci, fagioli e cotica di maiale, bardenulla (polenta bianca o al sugo), zembi d'arzillo (ravioli di pesce).

Secondi piatti:
- Buridda (zuppa di stoccafisso), lumache in umido, zerli marinati.

Prodotti da forno:
- Farinata bianca (denominata localmente come "turtellassu") fatta con farina di grano, turtelìn de côi (tortino ripieno con i cavoli), fazzini (focaccina ripiena di patate), sciaccarotti.

Dolci:
- Amaretti di Sassello, tourcett (ciambelline), gobeletti di pastafrolla.

#### Prodotti tipici

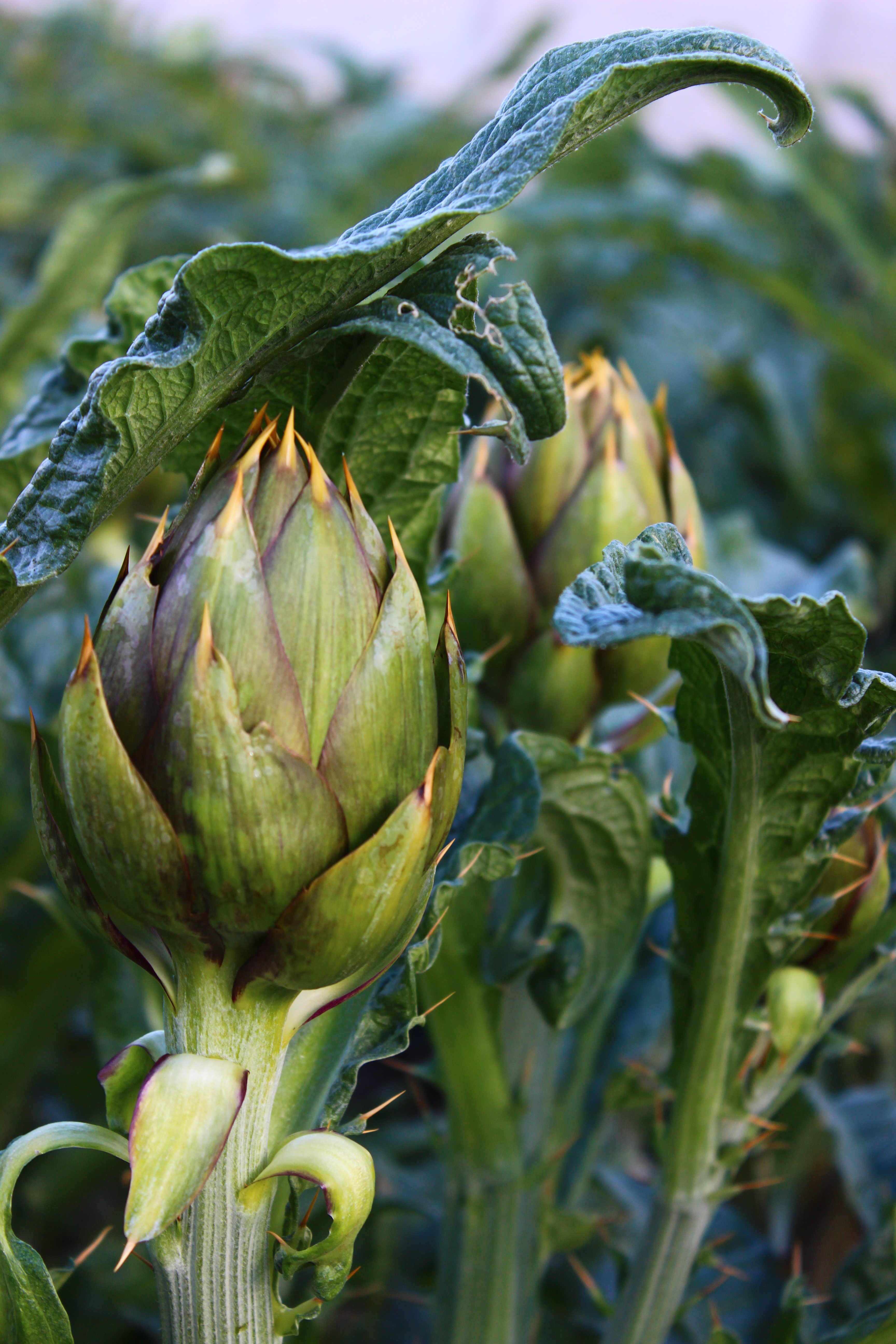
Il carciofo spinoso di Albenga

Tra i prodotti tipici locali della provincia vi sono:
Carne e salumi:
- Salame crudo (Millesimo), salame di pesce o alla bottarga (Alassio), mosciame di tonno (Alassio), sanguinaccio.

Formaggi:
- Formaggetta savonese (Savona e dintorni), zuncò (giuncata).

Verdura e frutta:
- Asparago violetto di Albenga, carciofo spinoso di Albenga, fagiolo di Nasino, ciliegia di Castelbianco, castagne secche (Calizzano e Murialdo).

#### Vini
La provincia di Savona ha un'antica tradizione vinicola, soprattutto nelle zone collinari e costiere. Le principali produzioni vinicole della provincia, che hanno ottenuto il riconoscimento D.O.C. (Denominazione di origine controllata) sono il Pigato di Ortovero, il Vermentino e il Rossese di Campochiesa.
Altri vini, che hanno diritto alla dicitura I.G.T. (Indicazione geografica tipica) sono il Lumassina, il Buzzetto, la Granaccia di Quiliano, il Bianco di Calice Ligure, il Mataosso e il Dolcetto delle Langhe Liguri.

## Economia

### Agricoltura, allevamento ed industria

#### Produzioni agricole

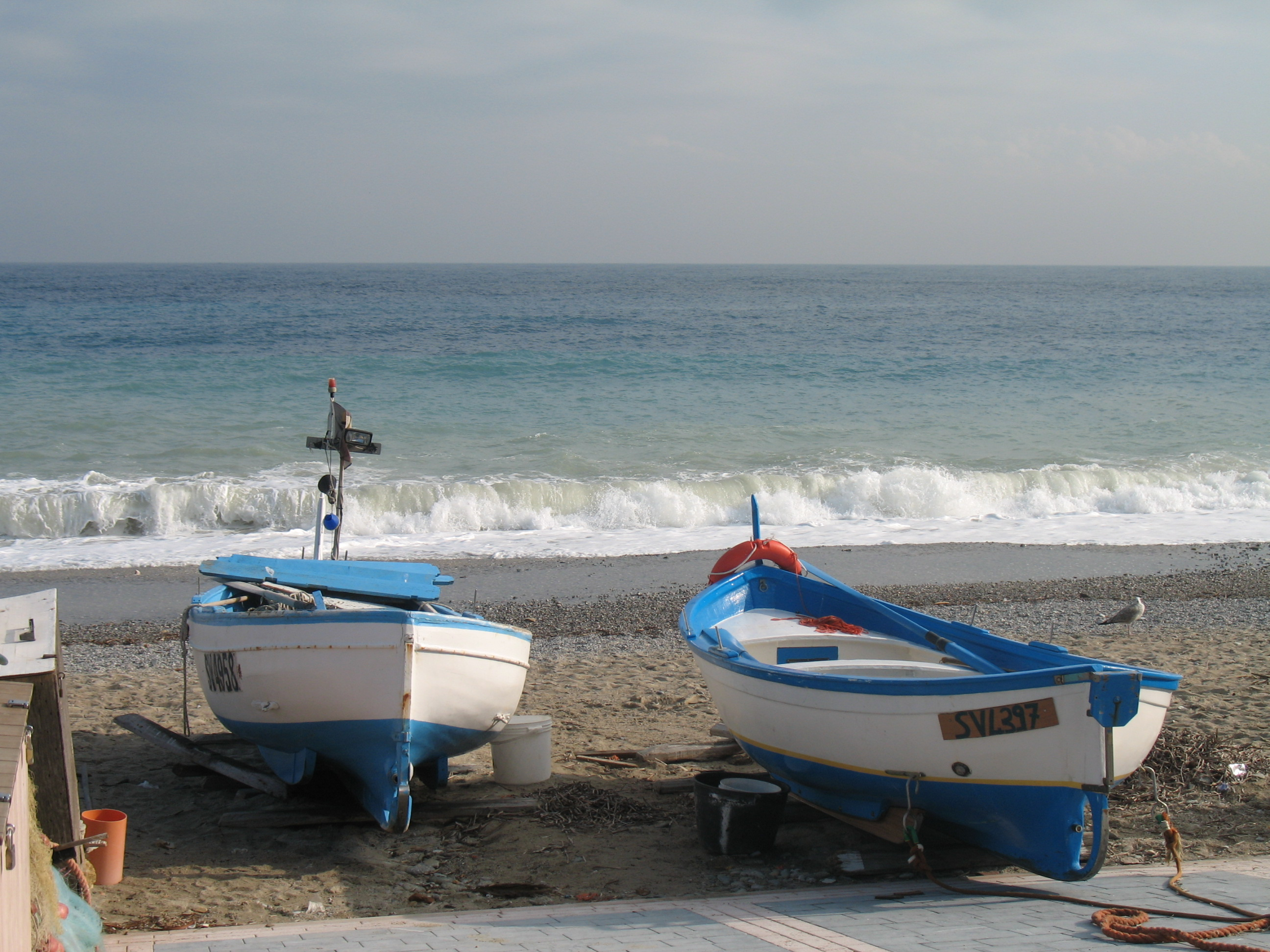
Imbarcazioni da pesca sulla spiaggia di Noli

L'agricoltura della provincia savonese trova sviluppo soprattutto nelle vallate adiacenti alle città costiere della Riviera di Ponente. Grazie all'abile arte ligure della costruzione dei muri a secco, grazie ai quali si è costituito il tipico terrazzamento ligure, le colline vengono ampiamente sfruttate dai coltivatori savonesi.
L'agricoltura prevede per lo più una produzione ortofrutticola (tradizionale, specie gli ortaggi) o la fiorente attività viticola con la conseguente produzione e vendita di vini come il Pigato, il Rossese o il Vermentino (maggiormente prodotti nella zona del finalese e nei paesi costieri). Molto attiva è la coltivazione dell'olivo o degli alberi da frutta, specie limoni, pesche ed albicocche.

#### Pesca ed allevamento
L'attività della pesca è assai antica e molto radicata nel tempo, soprattutto nei borghi marinari. Se in passato era di consuetudine intraprendere la via marinara, la quale contribuiva molto all'economia del borgo, oggi è quasi del tutto scomparsa specie nei comuni costieri più grandi.

Le maggiori concentrazioni dell'allevamento del bestiame sono quasi esclusivamente nelle valli circostanti la costa, dove è praticato il pascolo di bovini, caprini e ovini. Dall'attività vengono ricavati prodotti caseari o carne, esportati in tutta la provincia e oltre confine. 

#### Approvvigionamento idrico
Secondo le recenti stime, il fabbisogno idrico della provincia è reperito dalle seguenti risorse e con la seguente quota:
| Risorsa idrica Tipologia | Totale Regione mc/anno | Totale Provincia mc/anno | % su Totale Reg. % |
| ------------------------ | ---------------------- | ------------------------ | ------------------ |
| Sorgenti                 | 44.076.907             | 11.680.380               | 26,5               |
| Falda drenante           | 900.000                | 0                        | 0,00               |
| Bacini                   | 63.943.799             | 127.888                  | 0,2                |
| Fiumi                    | 41.664.743             | 3.416.509                | 8,2                |
| Pozzi                    | 86.238.911             | 64.592.944               | 65,1               |
| Risorse extraregionali   | 7.342.427              |                          |                    |
| Totale                   | 244.166.787            | 79.817.721               | 32,68              |

Si noti come la maggior parte degli approvvigionamenti provenga dalle sorgenti e dai pozzi, ad indicare la particolare ricchezza di falde sotterranee (non drenanti) di cui è dotato il territorio.
La qualità e la potabilità dell'acqua di tale provenienza è costantemente monitorata (ASL, ARPAL).

#### Industria
La maggiore produzione industriale è per lo più concentrata nell'area del capoluogo provinciale, nell'albenganese e in val Bormida.
La provincia è stata tuttavia segnata dalla crisi di alcuni fra i più importanti insediamenti produttivi e industriali del territorio, quali: ACNA (Azienda Coloranti Nazionali e Affini), Bombardier, Ferrania, Piaggio Aerospace, e la Tirreno Power. Le aree in crisi sono state interessate nel 2018 da un progetto di riconversione e riqualificazione per complessivi 40 milioni di euro di valore, proposto da Invitalia.
Caratteristica e tipica è la lavorazione della ceramica, maggiormente concentrata nei comuni di Albissola Marina e Albisola Superiore, dove piccole e medie attività locali adempiono alla produzione e alla vendita diretta di tali oggetti della pregiata e antica materia.

## Infrastrutture e trasporti

### Strade

#### Autostrade

Tratto autostradale dell'autostrada A10

Tratto autostradale dell'autostrada A6

La provincia è attraversata da due importanti autostrade con notevole traffico, dovuto al turismo estivo nella Riviera di Ponente. L'autostrada A10, detta dei Fiori, permette il collegamento viario tra le città di Genova – Savona e Ventimiglia, quest'ultima porta di accesso tra Italia e Francia. Il collegamento con il Piemonte, precisamente con la provincia di Cuneo, è permesso tramite l'autostrada A6, che congiunge Savona con il capoluogo regionale piemontese (Torino). 
.

#### Statali e provinciali
Le strade della provincia permettono principalmente il collegamento dell'entroterra con i comuni costieri. Lo sviluppo complessivo della rete provinciale ammonta a 857,220 km. Tra le città principali Savona, Albenga e Finale Ligure vere porte di accesso dei piccoli comuni montani.
Strade provinciali
- SS 1 Aurelia
- SP 1
- SP 2 da Albisola Superiore a Stella (Stella San Giovanni)
- SP 3 da Ceriale a Cisano sul Neva
- SP 4 da Pietra Ligure a Magliolo
- SP 5 da Altare a Mallare
- SP 6 da Albenga al Passo del Cesio
- SP 7 per Acqui Terme attraverso Piancastagna
- SP 8 da Spotorno a Finale Ligure
- SP 9 da Cairo Montenotte a Scaletta Uzzone
- SP 10 da Mioglia a Miogliola
- SP 11 da Marghero a Carcare
- SP 12 da Savona ad Altare
- SP 13 di Val Merula
- SP 14 di Val Pennavaire
- SP 15 da Carcare a Melogno
- SP 16 di Osiglia
- SP 17 da Finale Ligure a Rialto
- SP 18 da Alassio a Testico
- SP 19 di Arnasco
- SP 20 di Onzo
- SP 21 di Vendone
- SP 22 da Celle Ligure a Stella
- SP 23 da Calice Ligure a Melogno
- SP 24 da Pietra Ligure a Giustenice
- SP 25 da Loano a Toirano
- SP 26 di Cosseria
- SP 27 da Finalborgo a Carbuta
- SP 28 del Colle di Nava
- SP 29 del Colle di Cadibona
- SP 30 di Val Bormida
- SP 31 da Urbe a La Carta
- SP 32 di Stella
- SP 33 da Dego a Cairo Montenotte
- SP 34 da Toirano a Balestrino
- SP 35 da Arnasco a Onzo
- SP 36 da Bragno a Ferrania
- SP 37 da Sanda a Vetriera
- SP 38 da Mallare a Osiglia
- SP 39 da Albenga a Campochiesa
- SP 40 da Urbe al Passo del Faiallo
- SP 41 da Pontinvrea a Montenotte
- SP 42 da San Giuseppe a Cengio
- SP 43 dei Porri
- SP 44 da Balestrino a Castelvecchio Rocca Barbena
- SP 45 da Finale Ligure a Spotorno
- SP 46 da Calice Ligure a Eze
- SP 47 da Calizzano a Garessio
- SP 48 del Santuario del Deserto
- SP 49 da Sassello a Urbe
- SP 50 da Pontinvrea a Mioglia
- SP 51 Bormida di Millesimo
- SP 52 da Bareassi a Calizzano
- SP 53 da Urbe ad Acquabianca
- SP 54 da Noli a Magnone
- SP 55 da Bossoleto alla Crocetta di Alassio
- SP 57 da Varazze a Stella
- SP 58 di Quiliano
- SP 59 di Bergeggi
- SP 60 da Borghetto Santo Spirito a Bardineto
- SP 334 del Sassello
- SP 339 di Cengio
- SP 453 della Valle Arroscia
- SP 490 del Colle del Melogno
- SP 452 di Pontinvrea
- SP 582 del Colle San Bernardo

### Ferrovie
Le linee ferroviarie passanti per la provincia sono essenzialmente tre, le quali permettono il collegamento del capoluogo provinciale con Genova, Torino ed Alessandria. La linea Ventimiglia – Genova, divisa nelle tratte Ventimiglia – Savona e Savona – Genova, è stata ultimamente oggetto di modifiche strutturali dovuto allo spostamento della linea ferrata più a monte rispetto alla costa. In molti casi lo spostamento ferroviario ha permesso la nascita di nuove passeggiate a mare, a ridosso del mare, come il tratto pedonale e ciclabile Varazze – Cogoleto.
La linea Savona – Torino, importante per il traffico commerciale diretto al porto savonese, presenta molti tratti a binario unico alternato o con forti pendenze, dovuti all'attraversamento del tratto appenninico. La tratta collegante il capoluogo savonese con Alessandria ricalca inizialmente il tratto diretto a Torino per poi dividersi nella stazione di San Giuseppe di Cairo (Cairo Montenotte).

### Porti ed aeroporti
Il sistema portuale Savonese (Savona e Vado Ligure) è tra i più attivi e importanti d'Italia, in particolare per i flussi passeggeri del terminal crociere e per il suo terminal traghetti per i collegamenti con le isole del nord Tirreno. Interessante ed in crescita il terminal container, su cui si sono effettuati recentemente importanti investimenti infrastrutturali, terzo porto in Liguria per traffici commerciali, preceduto dal porto di Genova e dal porto della Spezia. Il porto commerciale ha come suo naturale bacino d'utenza il Piemonte, la Valle d'Aosta e la Lombardia, oltre che la Liguria. Il porto è collegato tramite una funivia a Bragno (San Giuseppe di Cairo), in Val Bormida, per trasportare il carbone che vi viene scaricato oltre l'Appennino.
La parte vecchia del porto di Savona, quella storicamente e urbanisticamente più pregiata, è stata adibita al diporto con una pregiata opera di rifunzionalizzazione e riqualificazione dei moli, trasformando così Savona in uno dei centri più gradevoli ed importanti del diporto in Liguria.
Altri importanti porti turistici sono ad Andora, Alassio, Loano il secondo della provincia per grandezza e operatività, Finale Ligure, Vado Ligure e Varazze.
L'aeroporto più vicino è quello di Genova-Sestri Ponente "Cristoforo Colombo"; inoltre è presente l'aeroporto di Albenga nel comune di Villanova d'Albenga, uno scalo minore. Altri aeroporti facilmente raggiungibili e ben serviti sono quelli di Torino Caselle e Nizza. Lo scalo intercontinentale più vicino è quello di Milano Malpensa.

## Ecologia
Albissola Marina, Albisola Superiore, Andora, Finale Ligure, Vado Ligure, Varazze sono i comuni provinciali che hanno ottenuto, nel 2006, la certificazione ambientale ISO-14001, rilasciata dal Rina (Registro navale italiano) per gli accertamenti riguardanti la pianificazione, gestione e controllo del territorio comunale.
Tra i parchi regionali savonesi l'unico ad aver ottenuto la certificazione ambientale è stato il Parco naturale regionale del Beigua. Il riconoscimento è stato pubblicato nel 2006 grazie alla conservazione e valorizzazione delle risorse ambientali e storico culturale dell'area, la tutela del patrimonio paesistico e la sua divulgazione turistica e per il forte impegno sull'attività produttiva rispettando l'ecologia.

## Patrimonio boschivo
La provincia di Savona ha ben 37 alberi monumentali nel suo territorio. Per potersi fregiare di tale titolo un albero per il Ministero dell' Agricoltura deve "costituire un raro esempio di maestosità e di longevità, mostrare rarità della specie e costituire quindi un raro riferimento ad eventi o memorie di rilevanza storico-culturale".
Per la precisione:
- Calizzano detiene il primato per l'albero più alto: un faggio monumentale di 40,5 m.
- Pian del Merlo, Sughera rosso 39 mt.
- Vernazzino: pino domestico 21 mt.
- Bardineto località Costa: abete e faggio 21 mt.
- Fonte del Gambino: 2 abeti bianchi 21 mt.
- Pietra L.: (loc. Pinee) carrubo 13 Mt.; P.zza V. Emanuele II: palma da datteri di 24 mt.
- Trabochetto: Bagolaro 22 mt.

E per l'età:
- Calizzano: loc.Rionero: 368 anni (datato 1654).
- Carbuta: leccio di ben 290 anni (epoca 1732)
- Piana Crixia loc. Erche, castagno: 252 anni (anno 1770).
- Loano, castello Doria, cipresso 248 anni (epoca 1774).[20]

## Amministrazione
L'amministrazione provinciale ha sede a Savona nel palazzo provinciale "Pier Luigi Nervi", sito in via dei Sormano 12.

### Consiglio provinciale
La giunta provinciale è attualmente governata dal presidente della Provincia Pierangelo Olivieri - sindaco di Calizzano e di area centro-destra - e da dieci consiglieri eletti nelle tre liste di centro-sinistra, centro-destra e altri gruppi/partiti a seguito delle votazioni del 31 ottobre 2018 nella consultazione a suffragio ristretto dei 69 sindaci della provincia e relativi consiglieri comunali.

### Comuni
La provincia di Savona si suddivide convenzionalmente in quattro comprensori, distinguibili soprattutto dal punto di vista geografico:
- La parte costiera della provincia è costituita da tre zone: dal Savonese (quattordici comuni), dal Finalese (diciassette comuni) e Ingauna (venti comuni);
- La parte continentale del territorio è costituito dal Bormidese (diciotto comuni).

Appartengono alla provincia di Savona i seguenti 69 comuni:
- Alassio
- Albenga
- Albisola Superiore
- Albissola Marina
- Altare
- Andora
- Arnasco
- Balestrino
- Bardineto
- Bergeggi
- Boissano
- Borghetto Santo Spirito
- Borgio Verezzi
- Bormida
- Cairo Montenotte
- Calice Ligure
- Calizzano
- Carcare
- Casanova Lerrone
- Castelbianco
- Castelvecchio di Rocca Barbena
- Celle Ligure
- Cengio
- Ceriale
- Cisano sul Neva
- Cosseria
- Dego
- Erli
- Finale Ligure
- Garlenda
- Giustenice
- Giusvalla
- Laigueglia
- Loano
- Magliolo
- Mallare
- Massimino
- Millesimo
- Mioglia
- Murialdo
- Nasino
- Noli
- Onzo
- Orco Feglino
- Ortovero
- Osiglia
- Pallare
- Piana Crixia
- Pietra Ligure
- Plodio
- Pontinvrea
- Quiliano
- Rialto
- Roccavignale
- Sassello
- Savona
- Spotorno
- Stella
- Stellanello
- Testico
- Toirano
- Tovo San Giacomo
- Urbe
- Vado Ligure
- Varazze
- Vendone
- Vezzi Portio
- Villanova d'Albenga
- Zuccarello

### Comuni più popolosi
Di seguito è riportata la lista dei dieci comuni della provincia ordinati per numero di abitanti al 31 dicembre 2021:
| Pos. | Stemma | Comune             | Popolazione (ab) |
| ---- | ------ | ------------------ | ---------------- |
| 1º   |        | Savona             | 58 563           |
| 2º   |        | Albenga            | 23 555           |
| 3º   |        | Cairo Montenotte   | 12 651           |
| 4º   |        | Varazze            | 12 572           |
| 5º   |        | Finale Ligure      | 11 160           |
| 6º   |        | Loano              | 10 784           |
| 7º   |        | Alassio            | 10 185           |
| 8º   |        | Albisola Superiore | 9 579            |
| 9º   |        | Pietra Ligure      | 8 303            |
| 10º  |        | Vado Ligure        | 8 137            |

Il 26 ottobre del 2006 il Consiglio regionale della Liguria tramite votazione, che non ha ottenuto il quorum necessario dei due terzi dei consiglieri regionali, ha bocciato la proposta di indire un referendum per la fusione dei due comuni di Albisola Superiore e Albissola Marina. La proposta di unire in un'unica entità amministrativa fu presentata dal comitato Albinsieme nel 2003 dopo la raccolta di 5385 firme. Se il referendum avesse avuto esito positivo il nuovo Comune di Albisola sarebbe diventato il terzo comune della provincia di Savona per numero di abitanti.
Massimino con i suoi 97 abitanti è il comune con il più basso dato di popolazione nella provincia.

### Ex Comunità montane e Unioni di comuni
Le comunità montane nel territorio provinciale savonese (e ligure in generale) furono istituite in gran parte nel 1973 dopo il riconoscimento ufficiale delle stesse con la Legge Regionale n. 1102 del 3 dicembre 1971. Da ovest ad est dei confini provinciali nacquero quindi le seguenti entità montane: Comunità montana Alta Val Bormida, Comunità montana del Giovo, Comunità montana Ingauna e Comunità montana Pollupice.
Con le nuove disposizioni della Legge Regionale n. 6 del 1978 la comunità montana assumeva, direttamente dalla Regione, le funzioni amministrative in materia di agricoltura, sviluppo rurale, foreste e antincendio boschivo.
Tra il 2009 e il 2010 con la disciplina di riordino delle comunità montane, regolamentate con la Legge Regionale n. 24 del 4 luglio 2008 e in vigore dal 1º gennaio 2009, si attuarono le prime sostanziali modifiche territoriali e dei requisiti di riferimento con le conseguenti soppressioni e/o accorpamenti degli enti montani. Nel dettaglio fu istituita la Comunità montana Ponente Savonese, nata dalla fusione delle due ex comunità montane Ingauna e Pollupice.
Conseguentemente alla legge finanziaria statale del 2011 tutte le comunità montane provinciali e regionali sono state definitivamente cancellate (la Liguria è stata la seconda regione d'Italia ad attuare tale provvedimento dopo l'analoga iniziativa della capofila Sardegna) con la Legge Regionale n. 23 del 29 dicembre 2010 e in vigore dal 1º maggio 2011.
Queste le unione di comuni della provincia savonese:
- Unione dei comuni del Beigua;
- Unione dei comuni della vite e dell'ulivo.

Queste le unioni di comuni soppresse o sciolte:
- Unione dei comuni del Finalese (dal 2015 al 2019);
- Unione dei comuni della Riviera delle Palme e degli ulivi (dal 2014 al 2016);
- Unione dei comuni della Val Maremola (dal 2015 al 2018);
- Unione dei comuni della Val Merula e di Montarosio (dal 2014 al 2019).

## Sport

### Calcio
La principale società calcistica della provincia è il Savona, fondata nel 1907 e con trascorsi nei campionati nazionali incluse cinque partecipazioni alla Serie B. Nella stagione 2022-2023 è iscritta alla Prima Categoria.
Tra le altre società del territorio, quelle con la miglior tradizione sportiva sono il Vado, l'Albenga e il Varazze. Il Vado ha vinto la prima edizione in assoluto della Coppa Italia nel 1922 e tutte e tre hanno raggiunto l'apice sportivo tra gli anni 1930 e 1940 disputando la Serie C per diverse stagioni; al 2022 militano tutte nei campionati dilettantistici.

### Pallanuoto
La principale società pallanuotistica della provincia è il Savona, vincitrice nella sua storia di tre Scudetti, tre Coppe Italia e tre LEN Euro Cup. Milita in Serie A1.
Tra i pallanuotisti originari della provincia, Matteo Aicardi, Eleonora Gay e Giacomo Pastorino si sono laureati Campioni del mondo; Matteo Aicardi vi è riuscito in due occasioni.

### Altri sport
Nel ciclismo, il territorio provinciale è sede del Trofeo Laigueglia, facente parte del circuito UCI Europe Tour. In passato fu anche sede di arrivo della corsa in linea Nizza-Alassio, che negli anni 1980 vide la partecipazioni di campioni internazionali. Nella stessa disciplina, ai Giochi olimpici di Los Angeles 1932 Giuseppe Olmo vinse la medaglia d'oro. Successivamente fondò l'omonima azienda produttrice di biciclette.
Il ginnasta Carlo Fregosi vinse due medaglie d'oro nel concorso a squadre ai Stoccolma 1912 e Anversa 1920.
Il canottiere Piero Poli vinse la medaglia d'oro nel 4 di coppia ai Giochi olimpici di Seul 1988.